# Anthemis
- Commons
- Wikispecies

Anthemis é um género botânico pertencente à família Asteraceae.

## Espécies
O género Anthemis possui cerca de 100 espécies, incluindo as seguintes:
- Anthemis altissima
- Anthemis arvensis
- Anthemis austriaca
- Anthemis cinerea
- Anthemis cotula - marcela-fétida
- Anthemis cretica
- Anthemis haussknechtii
- Anthemis macedonica
- Anthemis marschalliana
- Anthemis nobilis (sin. Chamaemelum nobile)
- Anthemis punctata
- Anthemis rosea
- Anthemis sancti-johannis
- Anthemis secundiramea
- Anthemis styriaca
- Anthemis tinctoria
- Anthemis triumfetti
- Anthemis tuberculata

## Classificação do gênero
| Sistema | Classificação                                | Referência               |
| ------- | -------------------------------------------- | ------------------------ |
| Linné   | Classe Syngenesia, ordem Polygamia superflua | Species plantarum (1753) |